# ベンジルオキシカルボニル基
ベンジルオキシカルボニル基（ベンジルオキシカルボニルき、英: benzyloxycarbonyl group）は有機化学における原子団の一種で、C6H5CH2−O−C(=O)− の構造を持つ。カルボベンゾキシ基（carbobenzoxy group）とも呼ばれ、しばしばZまたはCbzと略記される。
接触還元条件で脱保護できる。アミノ基の保護基として重要であるが、時にアルコール性・フェノール性ヒドロキシ基の保護基としても用いられる。脱保護によって生ずる副生成物はトルエンと二酸化炭素だけゆえに後処理が簡便であるため、tert-ブトキシカルボニル基（Boc基）と並びアミノ基の保護基として多用される。
本保護基は、1932年にMax Bergmannによってペプチド合成のために初めて使用された。

## 選択性
Z基は強塩基によるエステル加水分解条件、Boc基を切断する強酸性条件などに対して安定であり、これらの保護基が分子内にあってもお互いを選択的に除去することが可能である。ヒドリド還元に対しても一般に安定であるが、水素化アルミニウムリチウムと加熱するなどの強い条件下ではメチル基にまで還元される。

## 保護・脱保護

### Z化
Z化試薬としては数種が知られているが、クロロギ酸ベンジル （C6H5CH2−O−C(=O)−Cl, Z−Clと略する）が最もよく用いられる。一級または二級アミンに対し、ピリジンやトリエチルアミンなどの塩基存在下、Z−Clを作用させることでZ化できる。アミノ酸などに対しては水酸化ナトリウムや炭酸ナトリウム水溶液を塩基として用いるショッテン・バウマン条件が簡便である。

### 脱保護
活性炭に担持させたパラジウムなどを触媒とし、水素ガスを吹き込むことで脱保護される（加水素分解）。外れにくいときは水酸化パラジウム（パールマン触媒）などを用いるとよい。また、液体フッ化水素やトリフルオロメタンスルホン酸などの強酸とチオアニソールなどを組み合わせることによっても脱保護が可能である。